# Transporte urbano de Estambul

Red ferroviaria de Estambul.

Estambul es la ciudad más grande de Turquía y Europa en superficie y también una de las ciudades más pobladas del Viejo Continente, con alrededor de 17 millones de habitantes en su área metropolitana.
El Bósforo (En turco Boğaziçi) es un estrecho que divide en dos partes la ciudad de Estambul, conectando al Mar de Mármara con el Mar Negro. Existen dos puentes colgantes sobre este estrecho. El Puente del Bósforo de 1074 metros de largo se terminó en 1973. El segundo puente, el Puente de Fatih Sultan Mehmet tiene una longitud de 1014 metros, se terminó en 1988 y se encuentra casi a cinco kilómetros al norte del primer puente. 
Todo ello da una idea del complejo sistema público de transportes que requiere una megalópolis de estas características. 

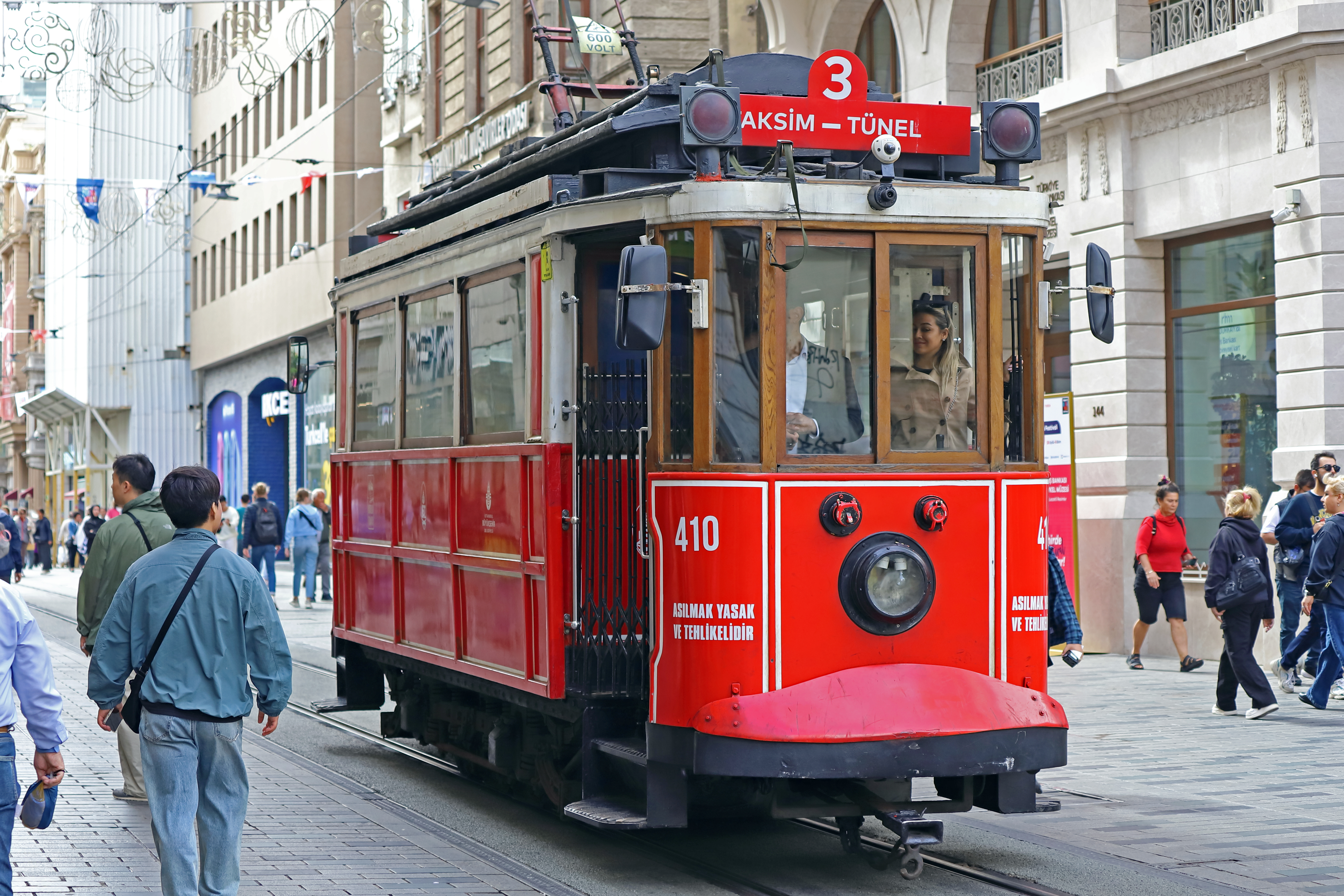
Línea del tranvía histórico.

## İETT, institución reguladora
La empresa que explota el transporte público que sirve a la ciudad - provincia de Estambul es el İETT («İstanbul Elektrik Tramvay ve Tünel İşletmeleri»), compañía perteneciente al propio ayuntamiento metropolitano.

## Red urbana de autobuses

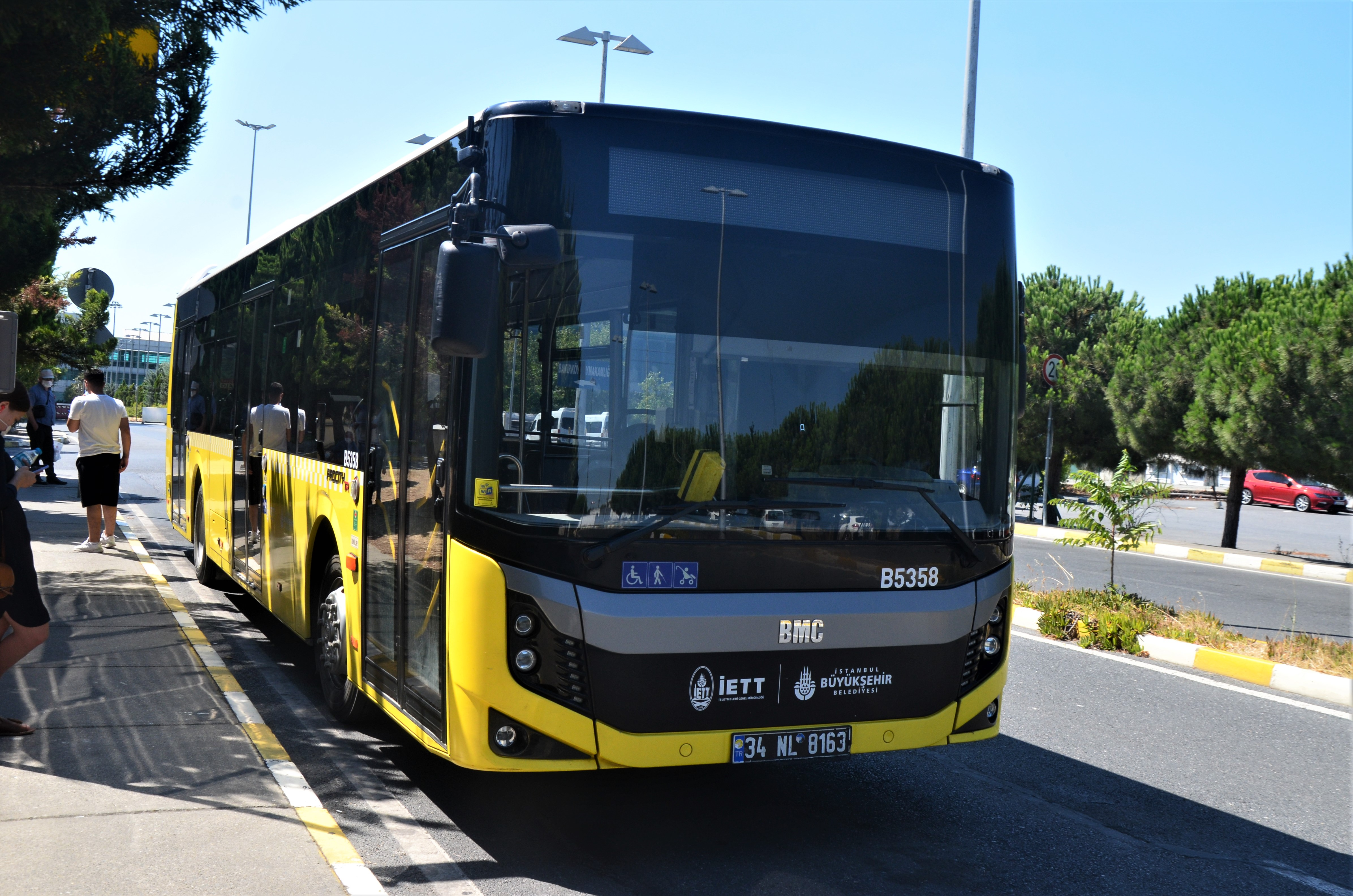
Autobús en Estambul

La flota de autobuses del Ayuntamiento metropolitano de Estambul consiste de 2.571 vehículos construidos por empresas como MAN (767), Ikarus (1,404), Mercedes-Benz (354), DAF/Optare (39) y Berkhof (7). Los autobuses hacen unos 448 000 kilómetros diarios en alrededor de 468 líneas con 7889 paradas de autobús. A lo largo de 2003 fueron transportadas 435 millones de personas, siendo el 14.2 % de todo el transporte en Estambul.
Desde 1985, se permite que autobuses privados funcionen bajo la estricta vigilancia de la İETT, la entidad municipal encargada del transporte público en Estambul. Existen 1.366 autobuses públicos en manos privadas, e incluso 89 de ellos son autobuses de dos pisos.

## Tünel
El tünel es la línea de transporte más antigua en Estambul, que recorre 573 m de largo con una diferencia de cota de 60 m sin ninguna estación intermedia entre Karaköy y Tünel, al inicio de la Avenida de İstiklal en Beyoğlu, en la parte europea. Está en servicio desde 1875. Dos trenes circulan por una sola vía cada 3,5 minutos y un viaje dura un minuto y medio. Transporta alrededor de 15.000 personas diariamente.

## Metro

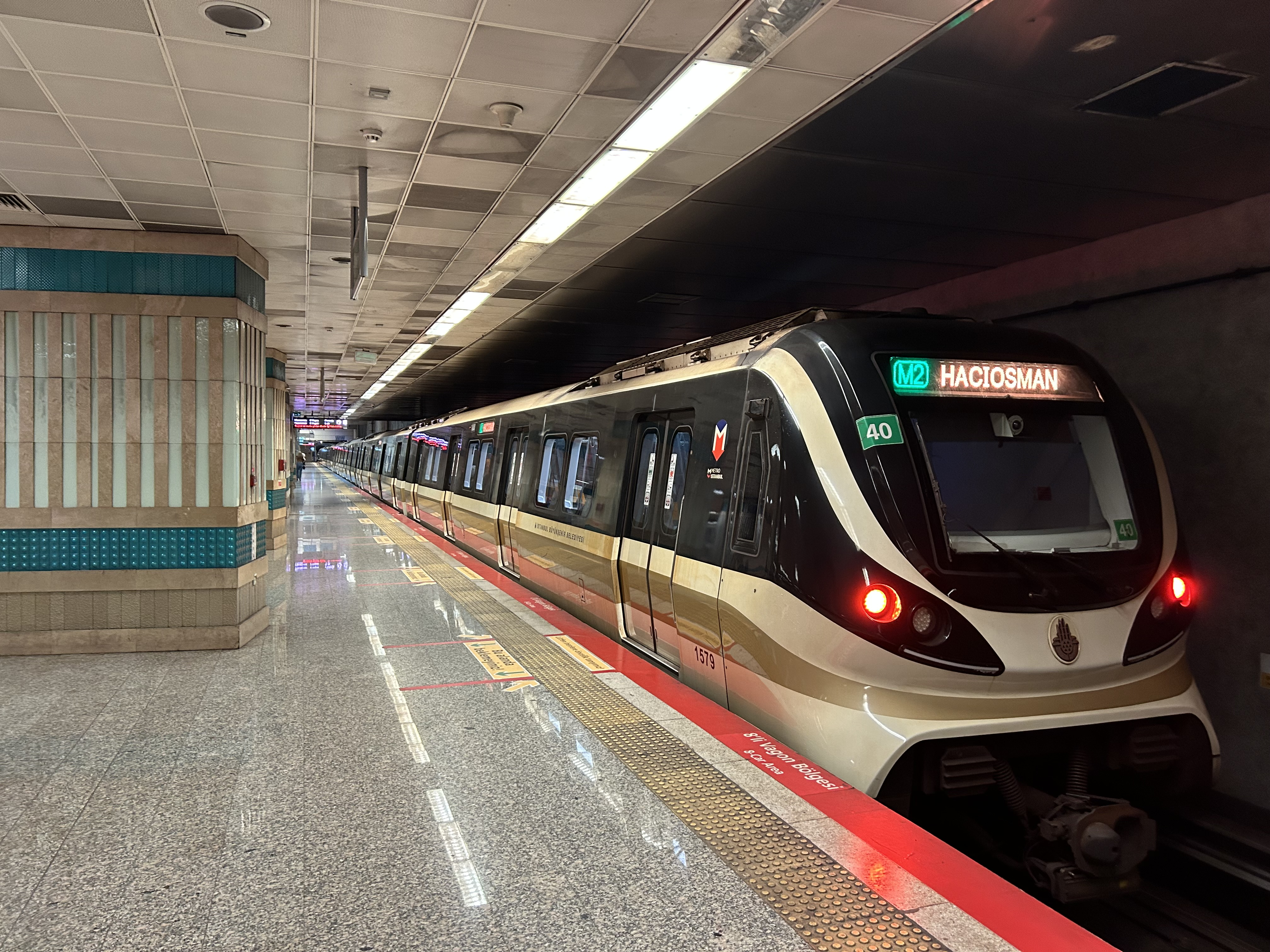
Estaciones de metro de Yenikapı.

La construcción del metro de Estambul comenzó en 1992. La primera línea entre Taksim y 4. Levent comenzó su servicio el 16 de septiembre de 2000 y tiene unos 8,5 kilómetros de largo y 6 estaciones, todas de un estilo similar pero pintadas de colores diferentes y con representaciones de la historia de Turquía sobre azulejos. Actualmente hay 8 ferrocarriles de construcción francesa en servicio, que recorren la línea cada 5 minutos y transportan a 130.000 pasajeros diariamente. Un viaje a lo largo de la línea entera dura 12 minutos. El metro en su totalidad fue construido por el método de cielo abierto y falso túnel preparado para resistir un eventual terremoto en la escala 9,0.
La segunda sección del metro, desde Plaza Taksim a Yenikapı, que discurre sobre el Cuerno de Oro en un puente y bajo tierra por la ciudad vieja, está en construcción. Tendrá 5,4 kilómetros de largo, con 4 estaciones. En Yenikapı se interconectará con el metro ligero y con el tren suburbano. Más tarde será ampliado hacia el norte, desde 4. Levent a Ayazağa, y se espera esté terminado en febrero de 2006.

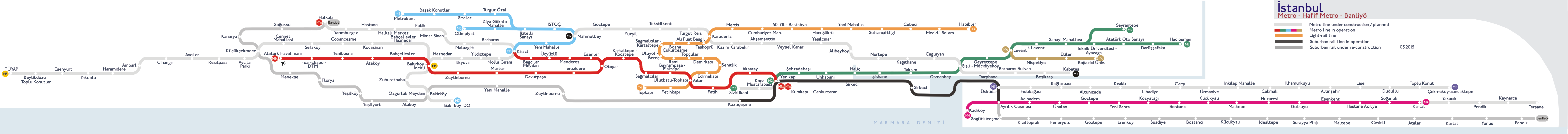
Esquema del metro de Estambul

## Tranvía histórico
(Ver: İETT por mayor información.)

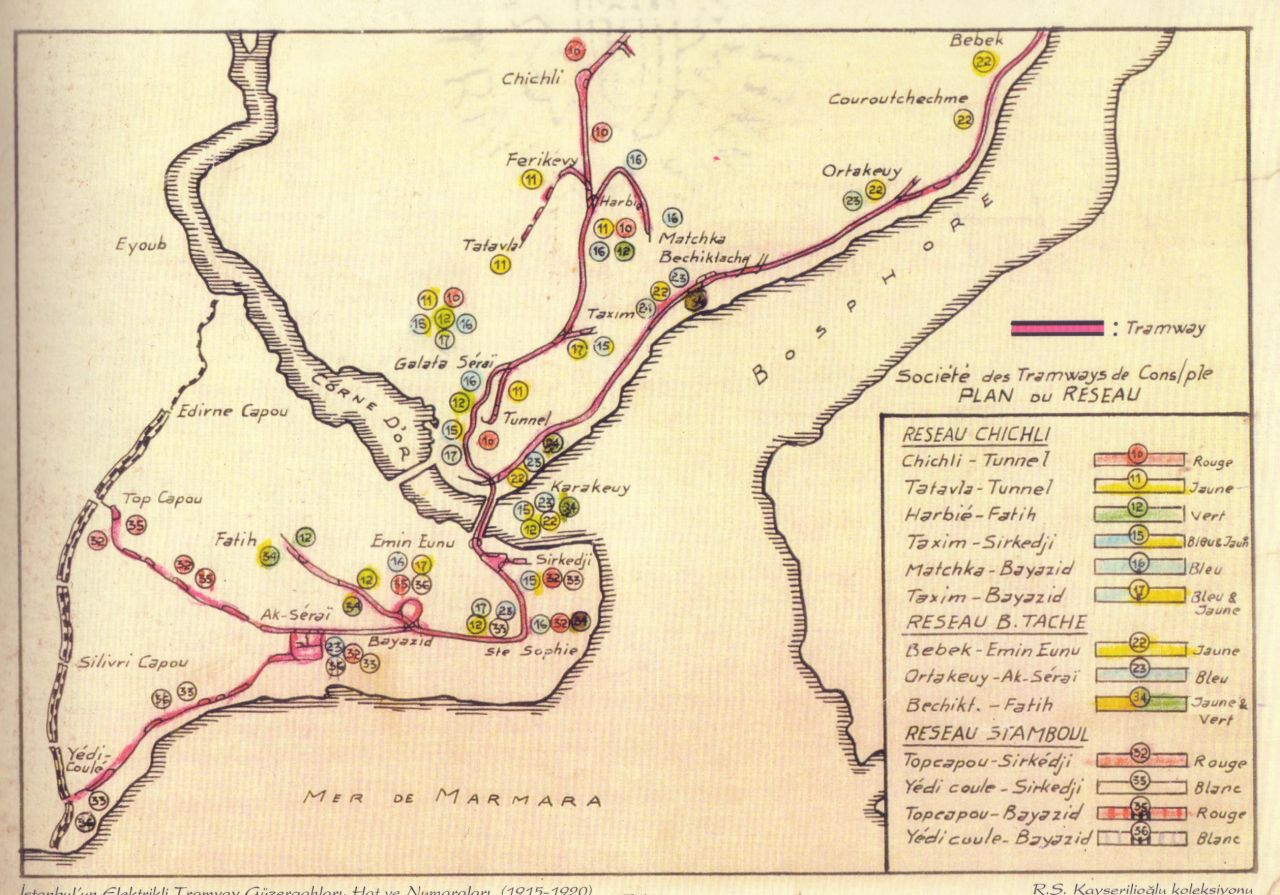
Mapa del tranvía histórico de Estambul hacia 1920.

Hacia el final de 1990, se puso de nuevo en servicio un tranvía histórico entre Taksim y Tünel, una única línea de 1.6 kilómetros de largo. 
El 1 de noviembre de 2003, fue reabierta otra línea de tranvía de época en la parte asiática de Estambul entre Kadıköy y Moda. Tiene 10 paradas en una ruta de una longitud de 2,6 kilómetros. El viaje dura 21 minutos. Unas 641.000 personas fueron transportadas en este tranvía nostálgico durante 2003.

## Tranvía moderno

### Línea T1

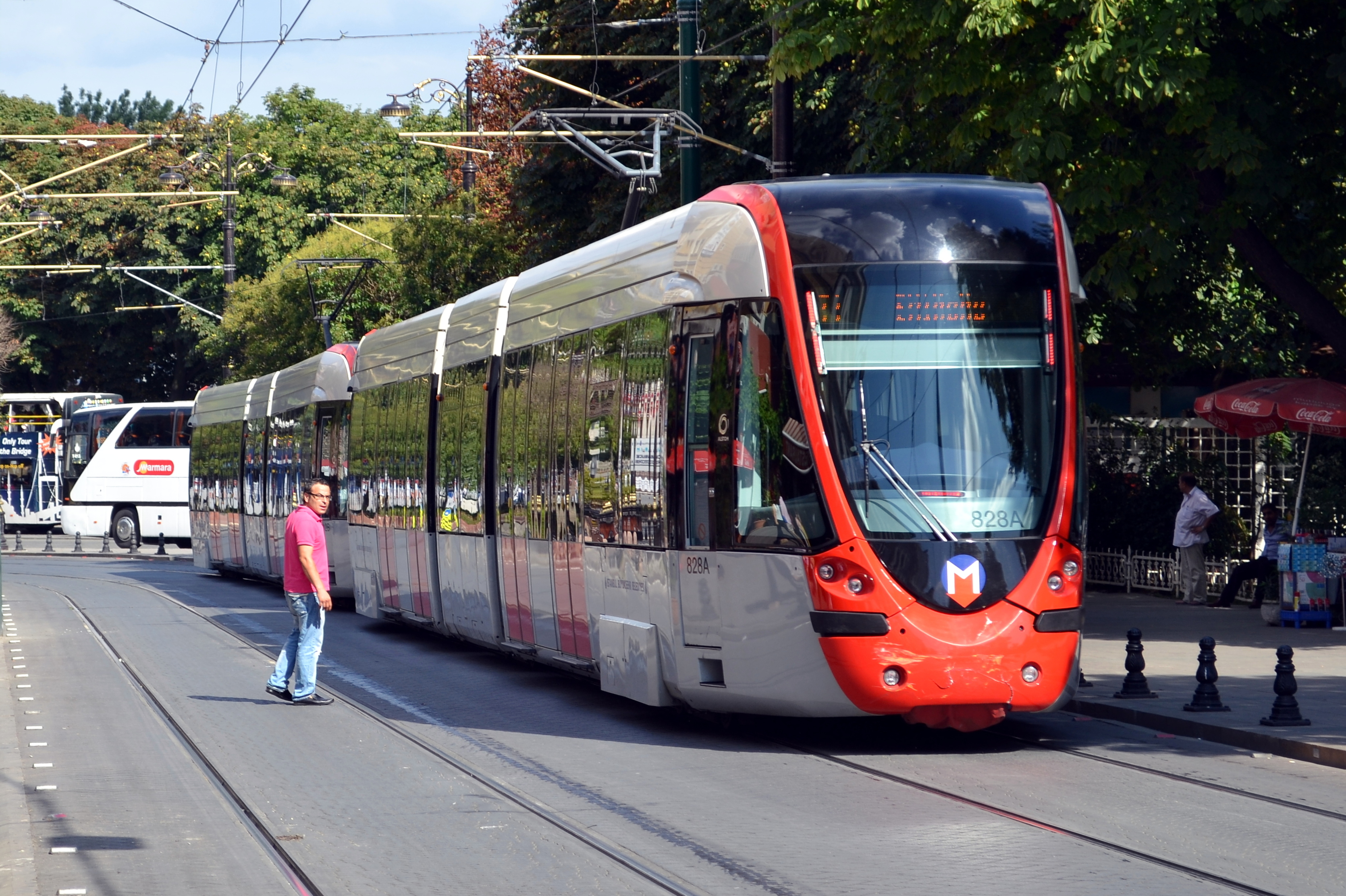
Tranvía moderno en Estambul.

La línea de tranvías T1 de Estambul fue puesta en servicio en 1992, empleando raíles de medida estándar con ferrocarriles modernos, desde Sirkeci a Eminönü en abril de 1996. El 30 de enero de 2005 fue prolongada desde Sirkeçi a Kabataş, cruzando el Cuerno de Oro otra vez tras 44 años. La línea tiene 24 estaciones y una longitud de 14 kilómetros. 55 vehículos construidos por ABB circulan en la línea. Un viaje completo dura unos 42 minutos. La capacidad de transporte diaria es de 155.000 pasajeros. El montante de la inversión llegó a los 110 millones de dólares estadounidenses. Entre Taksim y Kabataş, se construyó un funicular subterráneo de alta capacidad para unir metro y tranvía.
Actualmente, 37 nuevos tranvías Citadis 301 están en producción para la línea T1 de Estambul.
Asimismo existe un tranvía suburbano rápido de nueva generación, tranvía de sistema Tren ligero, inaugurado el 3 de septiembre de 1989 entre Aksaray y Kartaltepe. La línea fue desarrollada en etapas y alcanzó el Aeropuerto Internacional Atatürk el 20 de diciembre de 2002. Hay 18 estaciones, incluyendo 6 subterráneas y 3 estaciones de viaducto, en una línea de una longitud de 19,3 kilómetros. La línea está totalmente separada de cualquier otro tráfico, sin pasos a nivel, y circula bajo tierra durante 4,4 kilómetros. 37 equipos de dos cabezas motoras transportan 200.000 pasajeros al día. La inversión fue de unos 550 millones de dólares estadounidenses.

### Línea T2
En septiembre de 2006, una segunda línea de tranvía (T2) se añadió al oeste de Zeytinburnu con destino a Bağcılar. El servicio de esta línea funciona con 14 coches de ABB Tren ligero. Las plataformas de las estaciones son de nivel alto.

## Tren suburbano
Es una vía férrea normal de cercanías que discurre entre la estación principal de ferrocarril de la parte europea, Sirkeci, y Halkalı, con 18 estaciones en una línea de una longitud de 30 kilómetros. El viaje dura 48 minutos. Otra línea suburbana en la parte anatolia se dirige desde la estación de ferrocarril de Haydarpaşa a Gebze en la vecina provincia de Kocaeli. Esta línea de 44 kilómetros de largo tiene 28 estaciones y el viaje dura 65 minutos. Ambas líneas férreas suburbanas están electrificadas y transportan a 13 000 pasajeros cada hora en cada una de ellas.

## Marmaray

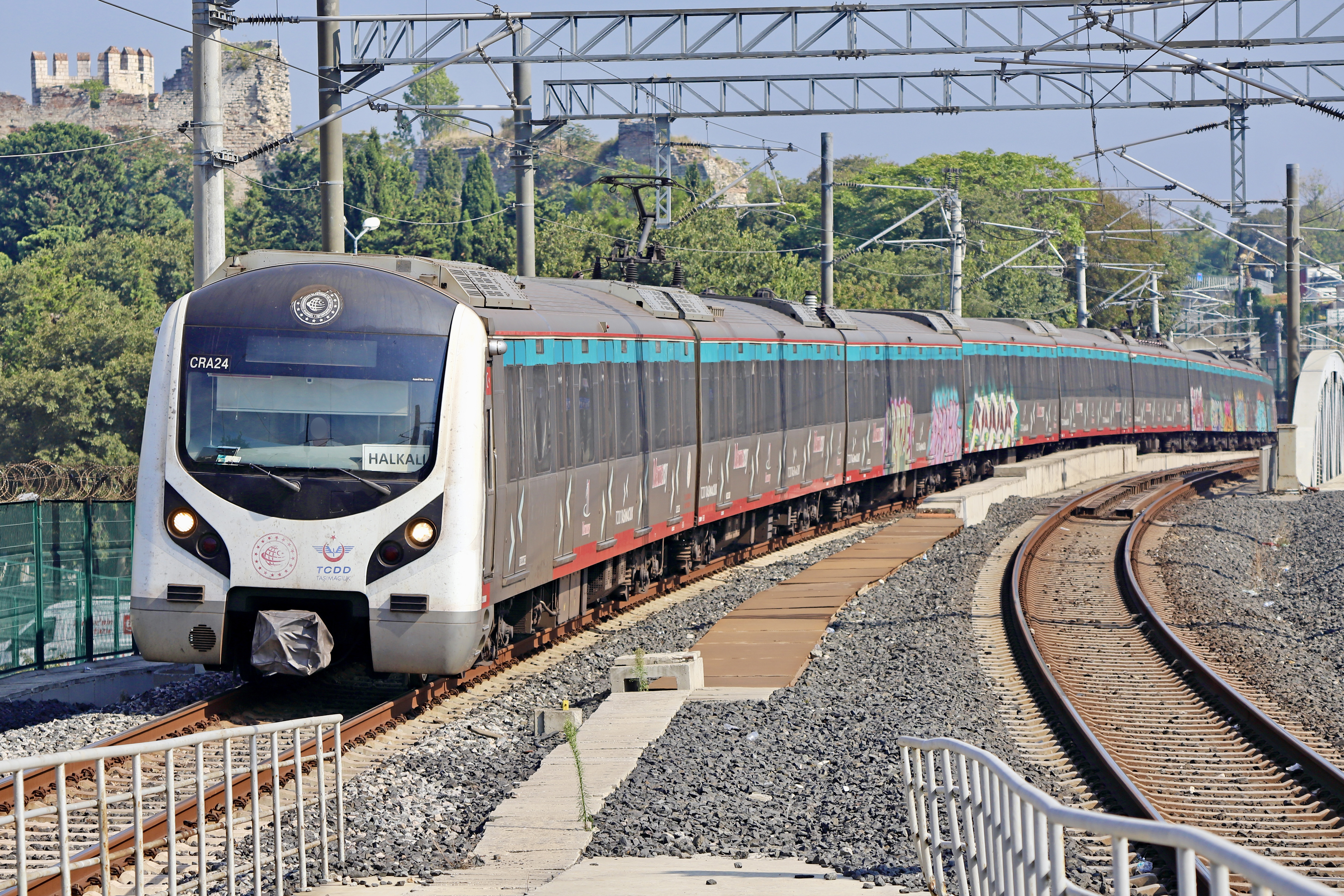
Material rodante de Marmaray.

Es un túnel ferroviario submarino de 13,7 kilómetros y une Europa con Asia. Se inauguró, con la presencia de los primeros ministros de Turquía, Rumanía y Japón, el 29 de octubre de 2013, el aniversario 90 de la República turca. Aproximadamente 1.400 metros del túnel van bajo el estrecho, mediante la técnica de inmersión del conducto, y se prevé que será el túnel más profundo ejecutado por este método (con un máximo de 56 m bajo el nivel del agua). El proyecto contempla un metro de 13,3 km con cuatro estaciones, que une el centro de Estambul con la urbe oriental y con la urbe occidental.

## Vapur

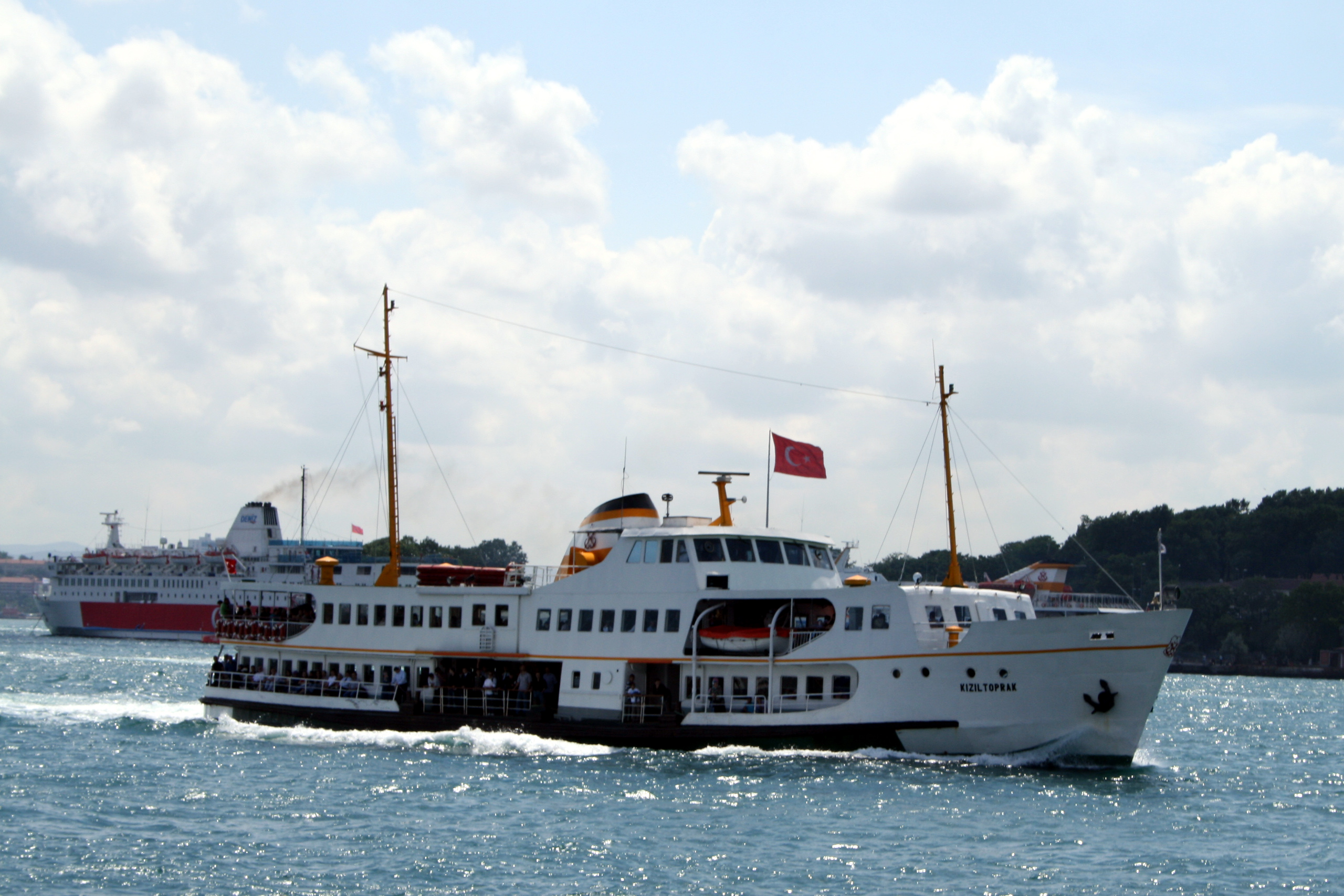
Un vapur en Estambul.

Los tradicionales barcos de Estambul, llamados "vapur" (de la palabra vapor, ya que los primeros, adquiridos a mediados del siglo XIX funcionaban a vapor). Con la entrada al servicio de Marmaray y de los "deniz otobüsleri", los vapur están convirtiéndose en objetos nostálgicos, atracción turística y buques de paseo. 

## Arabalı vapur
Los "arabalı vapur" (transbordadores) navegan en 15 líneas que cubren las demandas de transporte de 27 puertos en las orillas de Bósforo y el Mar de Mármara. Los 20 transbordadores de estilo clásico y vetusto transportan hoy en día a 61 millones de pasajeros cada año. En los años 80 fueron transportados unos 150 millones de personas. En pos de unos objetivos de modernización, la Maritime Turkish Co. fue cedida en 2005 a IDO, que opera los Deniz otobüsü («autobuses» marítimos), los transbordadores rápidos en Estambul.

## Deniz otobüsü («Autobús marítimo»)
El 16 de abril de 1987 la Municipalidad de Estambul estableció una compañía para proveer el transporte marítimo rápido con transbordadores rápidos del tipo catamarán. Con los 10 primeros buques comprados en Noruega, la modernización del transporte marítimo fue conseguida. Hoy en día, la compañía IDO sirve en 29 terminales con una flota de 28 catamaranes, e incluso 6 ultra-transbordadores de última generación.

## Aeropuertos
- Aeropuerto Internacional de Estambul (IST)
- Aeropuerto Internacional Atatürk (ISL)
- Aeropuerto Internacional Sabiha Gökçen (SAW)